# Marin Bolocan
Marin Bolocan (ur. 9 sierpnia 1937, zm. 6 stycznia 2015 w Pitești) – rumuński zapaśnik walczący w stylu klasycznym. Olimpijczyk z Tokio 1964, gdzie odpadł w eliminacjach w kategorii do 63 kg.